# 1er conseil des ministres du Canada

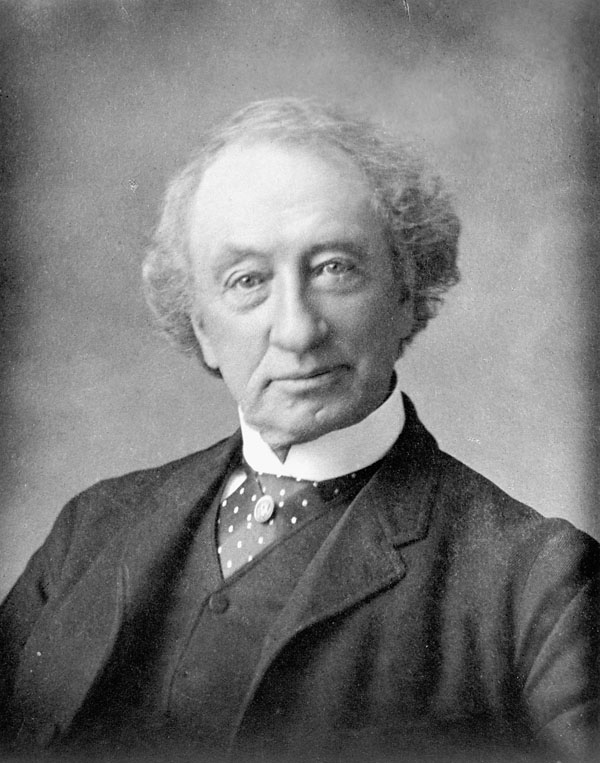
John A Macdonald (vers 1875).

Le 1er conseil des ministres du Canada fut formé du cabinet durant le gouvernement de John A. Macdonald. Ce conseil fut en place du 1er juillet 1867 au 5 novembre 1873, soit durant la 1re législature, ainsi que durant les huit premiers mois de la 2e législature. Ce gouvernement fut dirigé par le Parti libéral-conservateur du Canada.

## Conseils des ministres et membre du cabinet
- Premier ministre du Canada

1. 1867-1873 John Alexander Macdonald

- Surintendant général des Affaires indiennes

1. 1868-1869 Hector Louis Langevin
2. 1869-1873 Joseph Howe
3. 1873-1873 James Cox Aikins (Sénateur)
4. 1873-1873 Thomas Nicholson Gibbs
5. 1873-1873 Alexander Campbell (Sénateur)

- Ministre de l'Agriculture

1. 1867-1869 Jean-Charles Chapais (Sénateur)
2. 1869-1871 Christopher Dunkin
3. 1871-1873 John Henry Pope

- Président du Conseil privé

1. 1867-1867 Adam Johnston Fergusson Blair (Sénateur)
2. 1867-1869 Vacant
3. 1869-1869 Joseph Howe
4. 1869-1870 Edward Kenny (Sénateur)
5. 1870-1872 Charles Tupper
6. 1872-1873 John Joseph O'Connor
7. 1873-1873 Vacant
8. 1873-1873 Hugh Macdonald
9. 1873-1873 Vacant

- Ministre des Douanes

1. 1867-1873 Samuel Leonard Tilley
2. 1873-1873 Charles Tupper

- Ministre des Finances

1. 1867-1867 Alexander Tilloch Galt
2. 1867-1867 Vacant
3. 1867-1869 John Rose
4. 1869-1869 Vacant
5. 1869-1873 Francis Hincks
6. 1873-1873 Samuel Leonard Tilley

- Ministre de l'Intérieur

1. 1873-1873 Alexander Campbell (Sénateur)

- Ministre de la Justice et procureur général du Canada

1. 1867-1873 John Alexander Macdonald

- Ministre de la Marine et des Pêcheries

1. 1867-1873 Peter Mitchell (Sénateur)

- Ministre de la Milice et de la Défense

1. 1867-1873 George-Étienne Cartier
2. 1873-1873 Hector Louis Langevin
3. 1873-1873 Hugh McDonald
4. 1873-1873 Vacant

- Ministre des Postes

1. 1867-1873 Alexander Campbell
2. 1873-1873 John Joseph O'Connor

- Receveur général

1. 1867-1867 Vacant
2. 1867-1869 Edward Kenny (Sénateur)
3. 1869-1873 Jean-Charles Chapais (Sénateur)
4. 1873-1873 Théodore Robitaille

- Ministre du Revenu intérieur

1. 1867-1868 William Pearce Howland
2. 1868-1869 Alexander Campbell (Sénateur)
3. 1869-1872 Alexander Morris
4. 1872-1873 Charles Tupper
5. 1873-1873 John Joseph O'Connor
6. 1873-1873 Thomas Nicholson Gibbs

- Secrétaire d'État des provinces

1. 1867-1868 Adams George Archibald
2. 1868-1869 Vacant
3. 1869-1873 Joseph Howe
4. 1873-1873 James Cox Aikins (Sénateur)
5. 1873-1873 Thomas Nicholson Gibbs

- Secrétaire d'État du Canada

1. 1867-1869 Hector Louis Langevin
2. 1869-1873 James Cox Aikins

- Ministre des Travaux publics

1. 1867-1869 William McDougall
2. 1869-1869 Vacant
3. 1869-1869 Hector Louis Langevin (Intérim)
4. 1869-1873 Hector Louis Langevin